# Werner Stichling
Werner Adolph Alexander Stichling (* 26. November 1895 in Gotha; † 29. Januar 1982 in Freiburg im Breisgau) war ein deutscher Konteradmiral der Kriegsmarine im Zweiten Weltkrieg.

## Leben
Werner Stichling war Sohn des späteren Oberlandesgerichtspräsidenten Alexander Heinrich Friedrich Johannes Stichling und dessen Ehefrau Emma Julie Margarethe Stichling, geborene Thränhart.
Stichling trat am 1. April 1914 als Seekadett in die Kaiserliche Marine ein, wurde auf Victoria Louise ausgebildet und diente während des Ersten Weltkriegs zunächst an Bord der Derfflinger. Nach weiterer Dienstzeit auf dem Kleinen Kreuzer Frankfurt erhielt er ab September 1918 eine U-Boot-Ausbildung. Seine Leistungen während des Krieges wurde durch die Verleihung beider Klassen des Eisernen Kreuzes gewürdigt. Nach Kriegsende gehörte er von März 1919 bis Ende Mai 1920 der Marine-Brigade von Loewenfeld an und wurde anschließend in die Reichsmarine übernommen.
Stichling diente zunächst als Kompanieoffizier beim Schiffsstammdetachement bzw. Schiffsstammdivision der Ostsee. Hier wurde er am 28. September 1920 zum Oberleutnant zur See befördert und vom 3. November 1920 bis zum 14. März 1924 als Adjutant und Kompanieführer der Küstenwehrabteilung III verwendet. Anschließend war Stichling sechs Monate bis zur Außerdienststellung des Schiffes als Wachoffizier an Bord des Kleinen Kreuzers Medusa. Er wurde dann zum Schiffsstamm der Hessen versetzt und fuhr vom 15. Februar 1925 bis zum 23. September 1926 als Wachoffizier auf dem Linienschiff. Als Kapitänleutnant war Stichling bis Ende September 1927 Kompanieführer bei der V. Marine-Artillerie-Abteilung, wurde dann zur Verfügung des Chefs der Marineleitung gestellt und zur Technischen Hochschule Charlottenburg kommandiert. Vom 24. September 1928 bis zum 27. September 1932 betätigte Stichling sich als Lehrer an der Schiffsartillerieschule, wurde anschließend Artillerieoffizier auf dem Leichten Kreuzer Köln und in dieser Stellung am 1. Juli 1933 zum Korvettenkapitän befördert. Zum 29. September 1934 folgte seine Versetzung in die Marineleitung. Hier war Stichling die kommenden vier Jahre als Referent für Artillerie-Entwicklung im Waffenamt tätig. Zwischenzeitlich zum Fregattenkapitän befördert, wurde er am 7. November 1938 zum Kommandeur der 6. Marine-Artillerie-Abteilung ernannt.
Zu Beginn des Zweiten Weltkriegs war Stichling als Kapitän zur See Kommandant der Insel Borkum. 1940 wurde er Seekommandant Normandie und Chef des Stabes beim Marinebefehlshaber Nordfrankreich. Von Dezember 1940 bis August 1942 war er Kommandant des als Schulschiff eingesetzten Leichten Kreuzers Leipzig, mit dem er im Herbst 1941 mit der so genannten Baltenflotte unter Vizeadmiral Otto Ciliax an den Kämpfen um die baltischen Inseln Dagö und Ösel teilnahm. Als dienstältester Kommandant führte er nach Auflösung der Baltenflotte bis April 1942 kommissarisch den Ausbildungsverband der Flotte, dem die Schulkreuzer und Schulschiffe der Marine unterstanden.
Nach Beendigung seiner Kommandantenzeit auf der Leipzig wurde Stichling als ausgewiesener Experte für Küstenartillerie Kommandant der Seeverteidigung Kirkenes und anschließend Küstenbefehlshaber Westliche Ostsee. Zugleich war er ab 15. November 1943 auch Kommandeur der dem Küstenbefehlshaber unterstellten I. Marine-Flak-Brigade, welche er bis kurz vor Kriegsende befehligte. Nach Umgruppierung des Küstenbefehlshaber Westliche Ostsee im November 1944 wurde er bis April 1945 Kommandant der Seeverteidigung Schleswig-Holstein und Mecklenburg. Vom 2. bis zum 8. Mai 1945 stand Stichling zur Verfügung des Oberbefehlshabers des Marineoberkommandos Ostsee.
Nach der bedingungslosen Kapitulation der Wehrmacht befand sich Stichling bis zum 24. Februar 1948 in alliierter Kriegsgefangenschaft und Internierung. Anschließend betätigte er sich kaufmännisch in Hamburg und Unna, bevor er sich in Freiburg zur Ruhe setzte.